# Jacek Piskorowski
Jacek Wojciech Piskorowski – polski profesor nauk inżynieryjno-technicznych, nauczyciel akademicki

## Życiorys
W 2002 ukończył studia na Politechnice Szczecińskiej z dyplomem magistra inżyniera elektroniki i telekomunikacji w zakresie urządzeń i systemów elektronicznych. W 2006 obronił pracę doktorską Synteza wybranych filtrów o zmiennych parametrach i analiza ich właściwości, której promotorem był dr hab. Roman Kaszyński. W 2007 otrzymał medal Amicus Scientiae et Veritatis przyznany przez Szczecińskie Towarzystwo Naukowe. W 2012 habilitował się na podstawie monografii Wybrane zagadnienia syntezy i optymalizacji nowych klas liniowych filtrów niestacjonarnych. W 2024 otrzymał tytuł profesora nauk inżynieryjno- technicznych.
Profesor Jacek Piskorowskiego pracuje naukowo w Zachodniopomorskim Uniwersytecie Technologicznym w Szczecinie. Jego zainteresowania naukowe obejmują przetwarzanie sygnałów, teorię systemów, metrologię oraz inżynierie biomedyczną, opublikował ponad 80 oryginalnych i twórczych prac naukowych. Wypromował jednego doktora. W latach 2020-2024 Jacek Piskorowski został zaliczony do grona 2% najbardziej wpływowych naukowców na świecie.